# 真珠庵
真珠庵（しんじゅあん）は京都府京都市北区紫野にある、臨済宗大本山大徳寺の塔頭である。型破りの禅僧として著名な一休宗純ゆかりの寺院である。特別公開時を除き、通常は非公開である。

## 歴史
永享年間（1429年 - 1441年）に、大徳寺を復興した一休宗純を開祖として創建。応仁の乱により焼失し、延徳3年（1491年）に堺の豪商・尾和宗臨（おわそうりん）によって再興された。その後、寛永15年（1638年）に京の豪商・後藤益勝（ごとうますかつ）の寄進により方丈が造営された。

## 庵号の由来
日本臨済宗の祖の一人となった楊岐方会（ようぎほうえ）が雪の夜に楊岐山の破れ寺で座禅をしていた時に風が舞い、部屋の中へ雪が降り込んできた。その時、床に積もった雪が月に照らされて真珠のように輝いたという故事にちなんで一休が名付けた。

## 建造物
方丈
入母屋造、檜皮葺。寛永15年（1638年）に京の豪商・後藤益勝の寄進により造営されたもので、曾我蛇足や長谷川等伯の障壁画が伝わる。
書院・通僊院（つうせんいん）
入母屋造、杮葺。正親町（おおぎまち）天皇の女御の化粧殿を移築したものといわれる。書院に接続して茶室庭玉軒が建つ。
茶室・庭玉軒（ていぎょくけん）
茶道・宗和流の祖である金森重近（宗和）好みと伝える二畳台目下座床の席。内露地の一部を庇屋根で覆い内部空間化した巧みな意匠で知られている。庇屋根と壁で囲まれた土間には手水鉢や飛石がある。この茶室の由来については、金森家の菩提所であった大徳寺塔頭・金龍院（明治時代に廃寺となる）にあった宗和好みの茶室を移したものであると伝わるが、真珠庵に伝わる江戸時代の古図にも庭玉軒が描かれていることから、金龍院から移したとする説は誤りとされている。
庫裏
切妻造妻入、杮葺。慶長14年（1609年）の建立。

## 庭園
方丈東庭（史跡・名勝）
真珠庵で最も古いとされ、侘び茶の祖である村田珠光または連歌師宗長の作と伝わる枯山水の庭園。7・5・3と合わせて15個の石が配してあることから「七五三の庭」とも呼ばれる。
方丈南庭
村田珠光、または連歌師の柴屋宗長の作とされている。
通僊院庭園（史跡･名勝）
通僊院から庭玉軒へ至る露地庭で、数個の石と灯籠が配されている。

## 文化財

### 国宝
- 大燈国師墨蹟

縦32.5センチ、全長832センチの巻子本。巻頭の標題に「看読真詮榜（かんとくしんせんぼう）」とあり、一般には「看経榜（かんきんぼう）」と呼ばれる。1行あたり3、4字の大字作品で、書風には黄庭堅の影響がうかがわれる。署名はないが、その豪放で端正な書風から大燈国師（宗峰妙超）の墨蹟中の代表作といわれている。巻頭の「妙超」「宗峰」の印は後捺である。「看経榜」とは、禅寺の僧堂に張る掲示のことだが、本作品は実際に掲示されたものではなく、その手本として書写されたものとみられる。

### 重要文化財
- 本堂（方丈）
- 通僊院（書院）（附 廊下） - 茶室・庭玉軒（ていぎょくけん）を含む。
- 庫裏
- 紙本墨画竹石白鶴図 六曲一隻 伝狩野正信筆（京都国立博物館寄託）
- 紙本著色苦行釈迦像 伝蛇足筆 一休賛
- 紙本墨画達磨像　墨渓筆 一休賛 - 一休の弟子と伝わる室町時代の画僧・墨溪（ぼっけい）筆の達磨図で、上部には「禅の修業に励んだ達磨も、花が咲く故郷のインドの春を思ったのだろうか」という一休の賛がある。
- 紙本淡彩臨済和尚像 伝蛇足筆 一休賛
- 紙本墨画白衣観音像 春浦宗熙賛
- 紙本着色六祖大鑑禅師像
- 紙本墨画真山水図 8面 伝蛇足筆（方丈西の間襖絵）
- 紙本墨画花鳥図 16面 伝蛇足筆（方丈室中襖絵）
- 紙本墨画草山水図 5面 伝蛇足筆（方丈書院の間襖絵）
- 紙本墨画商山四皓図（しょうざんしこうず） 8面 伝長谷川等伯筆（方丈東の間襖絵）
- 紙本墨画蜆子猪頭図（けんすちょとうず） 4面 伝長谷川等伯筆（方丈衣鉢の間襖絵）
- 紙本墨画観音像 徹翁義亨賛
- 紙本墨画山水図 墨斎筆 自賛
- 絹本著色十一面観音像 宗峰妙超賛
- 一休宗純像 4点
  - 紙本墨画淡彩一休宗純像　紹仙筆 - 反骨と風狂の禅僧一体の面目をいちばんよくしのばせる一休宗純像で、紹仙（じょうせん）は方丈に障壁画をのこした蛇足の息子だといわれる。
  - 絹本著色一休宗純像（梅花像） 応仁2年自賛
  - 絹本著色一休宗純像 自賛（附与宗臨像） - 上部には「風狂狂客起狂風」で始まる自賛が書かれている。
  - 絹本著色一休宗純像 成化21年張応麒賛
- 紙本著色百鬼夜行図 - さまざまな付喪神系の妖怪変化が夜の道を練り歩く百鬼夜行の説話を描いた絵巻であるが、詞書きは付されていない。百鬼夜行図としては現存する作例では最古級のものである。
- 木造一休和尚坐像
- 一休和尚自筆山門再興書状（四郎左衛門宛）2幅（附 法堂虹梁奉加帳）
- 南浦紹明（なんぽじょうみょう）墨蹟 法語
- 一休宗純墨蹟　6点
  - 一行書 - 「諸悪莫作（しょあくまくさ）」「衆善奉行（しゅぜんぶぎょう）」の2幅からなる一行書。七仏通誡偈（しちぶつつうかいげ）の初めの2句を書したもので、「悪いことはするな、よいことをせよ」という意味である。
  - 徹翁示栄衒徒法語
  - 題徹翁示栄衒徒法語偈
  - 示会下徒之法語
  - 遺誡
  - 辞世頌（遺偈） - 文明3年(1481年)に88歳の生涯を閉じた一休宗純が死に臨んで書した遺偈（ゆいげ、高僧が死に臨んで弟子・後世への教訓などを記した漢詩）である。「須弥南畔 誰会我禅 虚堂来也 不直半銭」（この世に私の禅を理解する者などありはしない。（祖師の）虚堂和尚がやって来ても半銭の価値もない）という意味の句を書す。讃仰した中国の祖師・虚堂智愚（きどうちぐ）和尚さえ所詮は半銭の価値もないと喝破した禅境に一休の面目がうかがえる。
- 真珠庵文書（1,339通）81巻、43冊、10帖、45幅、927通、38枚[4]
- 真珠庵枡 2口 永正十八年（1521年）銘、大永四年（1524年）銘

典拠：2000年（平成12年）までの指定物件については、『国宝・重要文化財大全 別巻』（所有者別総合目録・名称総索引・統計資料）（毎日新聞社、2000）による。

### 史跡・名勝（国指定）
- 真珠庵庭園（方丈東庭、通僊院庭園）

## アクセス
- JR京都駅より京都市バス・大徳寺前（約30分）下車、徒歩
- 京都市営地下鉄烏丸線北大路駅より京都市バス・大徳寺前（約6分）下車、徒歩